# MuseumsQuartier

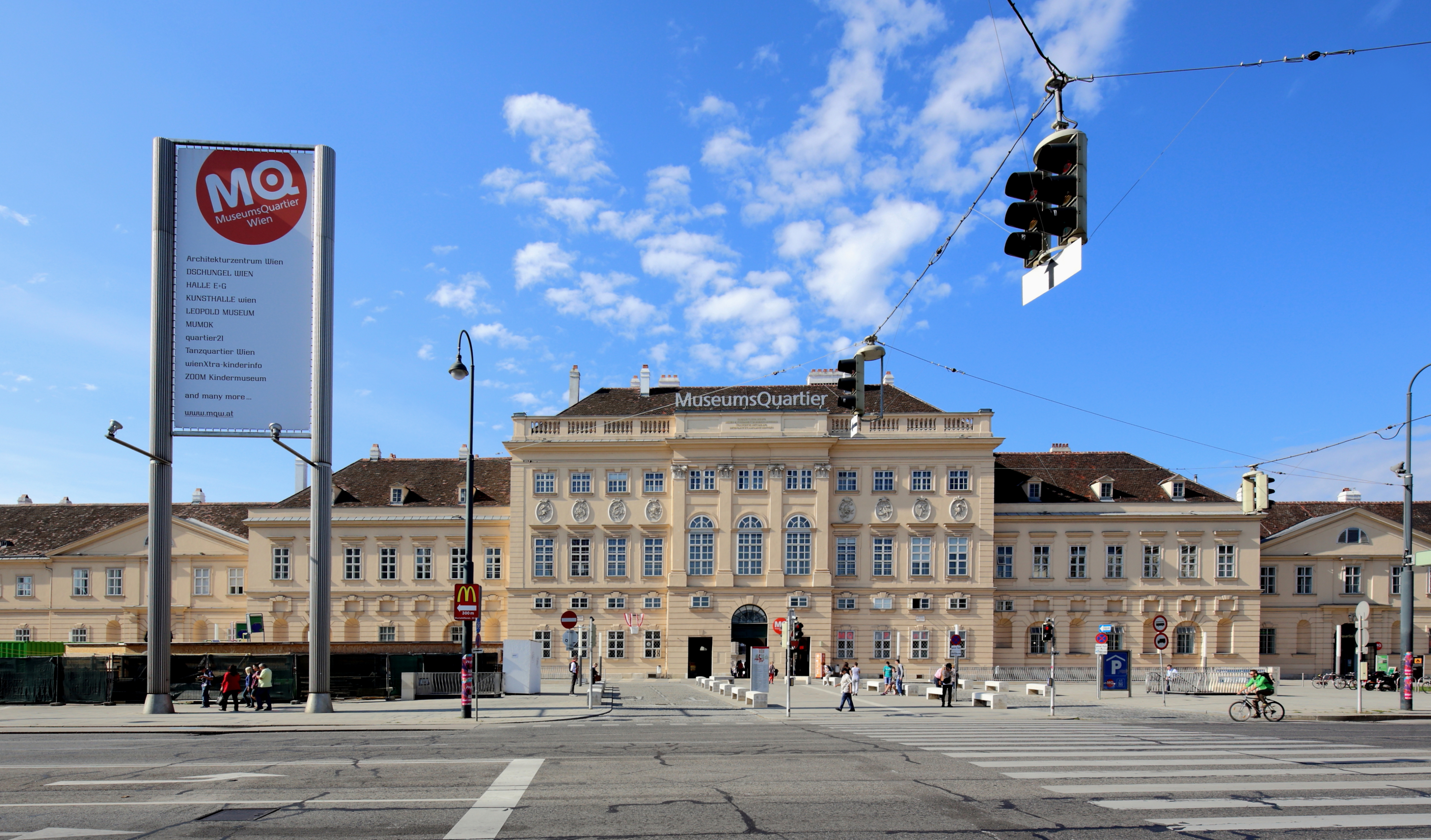
MuseumsQuartier

Het MuseumsQuartier ( afgekort MQ) is een 60.000 m² groot cultuurcomplex in de nabijheid van het centrum van de Oostenrijkse hoofdstad Wenen.

## Geschiedenis

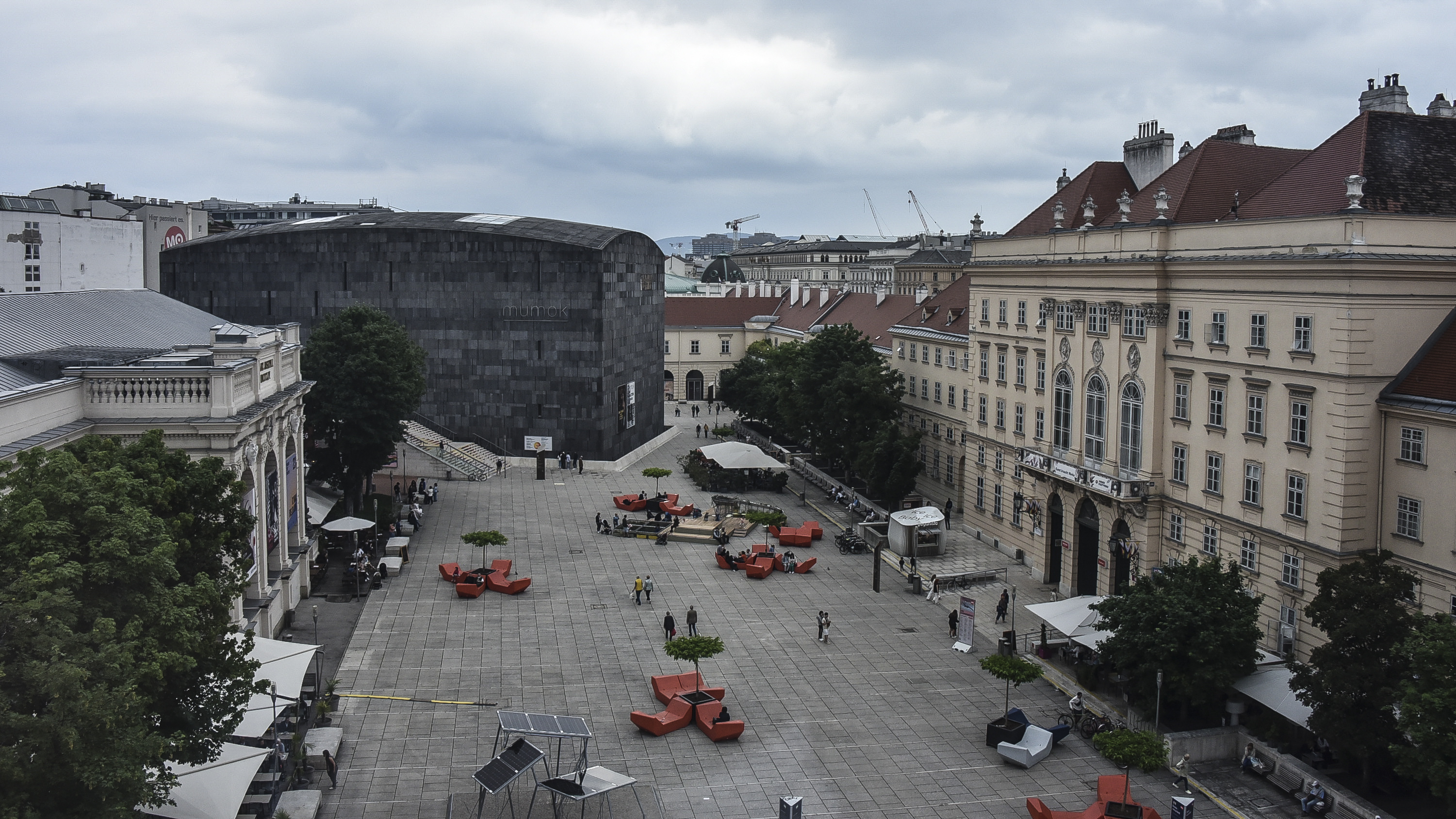
Binnenplaats van het MuseumsQuartier

Het hoofdgebouw (bouwjaar 1725) van het MuseumsQuartier werd oorspronkelijk gebruikt als stalgebouw voor het keizerlijke hof. Na de Eerste Wereldoorlog met de ondergang van de Oostenrijk-Hongaarse dubbelmonarchie verloor het stalgebouw zijn functie. In 1921 kreeg het terrein als bestemming Messepalast, een beurs- en tentoonstellingscomplex.
In 1985 was het Messepalast voor het eerst ingeschakeld voor de Wiener Festwochen; spoedig werd het complex hiervan het hoofdadres.
In april 1998 begon de ombouw tot MuseumsQuartier, naar het voorbeeld van het Centre Pompidou in de Franse hoofdstad Parijs. Het nieuwe complex werd drie jaar later in twee fasen (juni en september 2001) voor het publiek geopend. Het oorspronkelijke gebouw, in de stijl der barok, staat te midden van de nieuwe musea, die in de stijl der moderne architectuur zijn gebouwd.

## Musea
De drie grote musea zijn:
- Museum Moderner Kunst Stiftung Ludwig Wien, (MUMOK)
- Leopold Museum
- Kunsthalle Wien

- Voor de jongere bezoekers is er dan nog het ZOOM Kindermuseum
- Ten slotte zijn in het MQ nog gevestigd: het Architekturzentrum Wien, het Tanzquartier Wien voor de Wiener Festwochen

Voorts wordt het complex nog gebruikt voor diverse culturele manifestaties, zoals het literatuurfestival O-Töne en voor concerten, zoals in het kader van het festival Jazz Fest Wien.

## Galerij

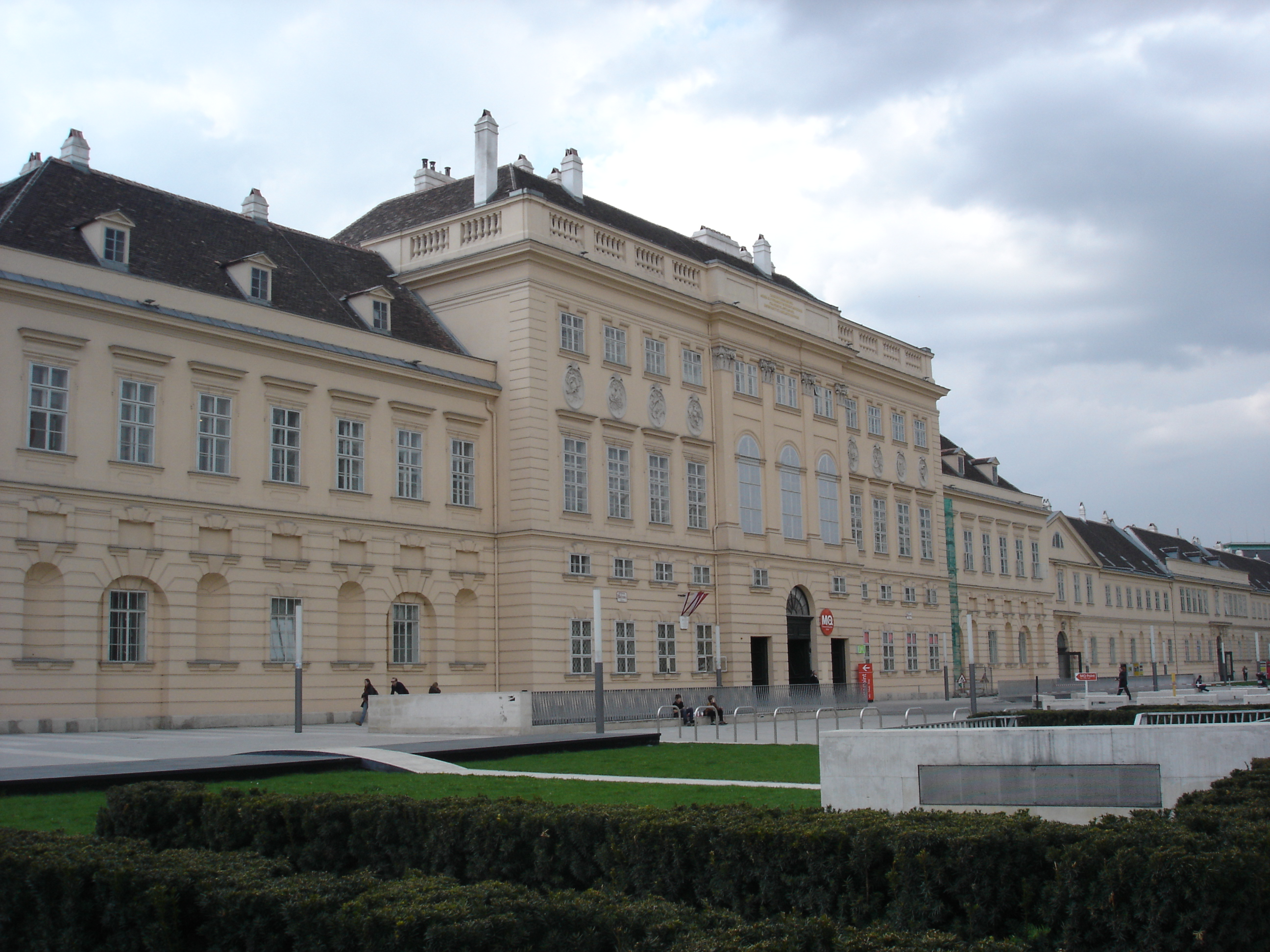
Hoofdingang MQ
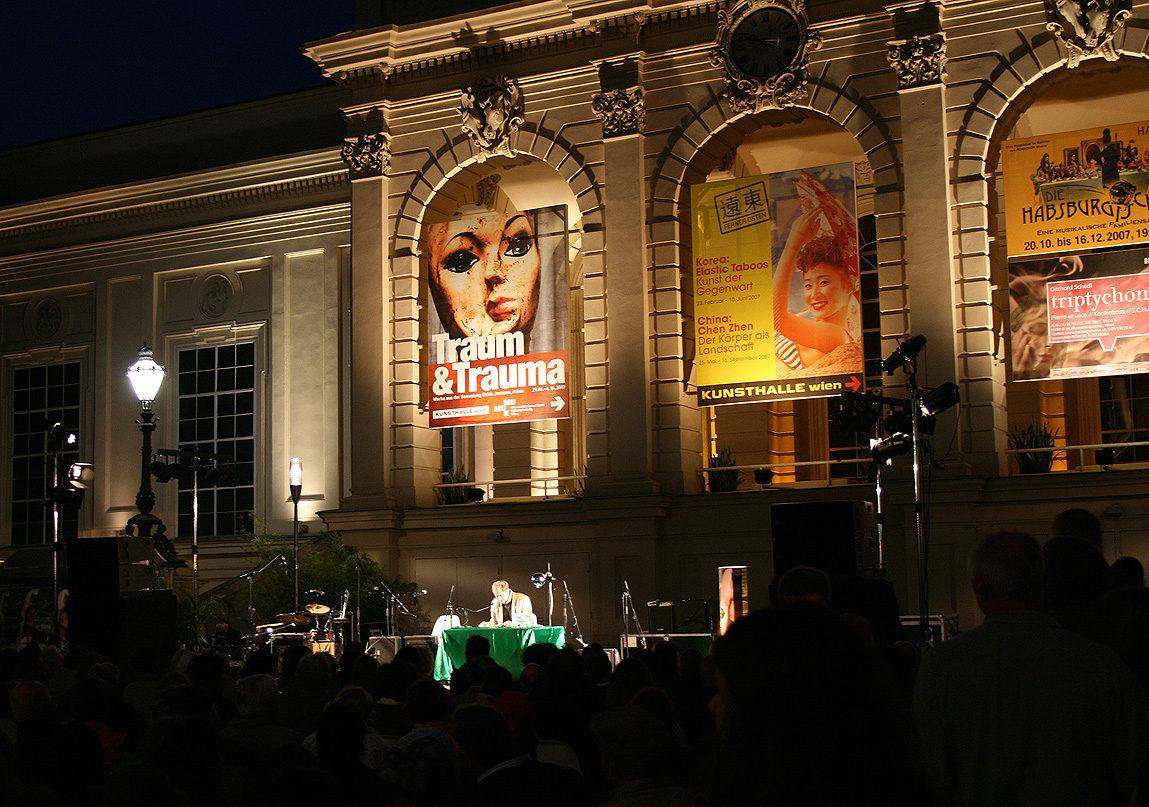
Lezing voor de Kunsthalle (O-Töne 2007)
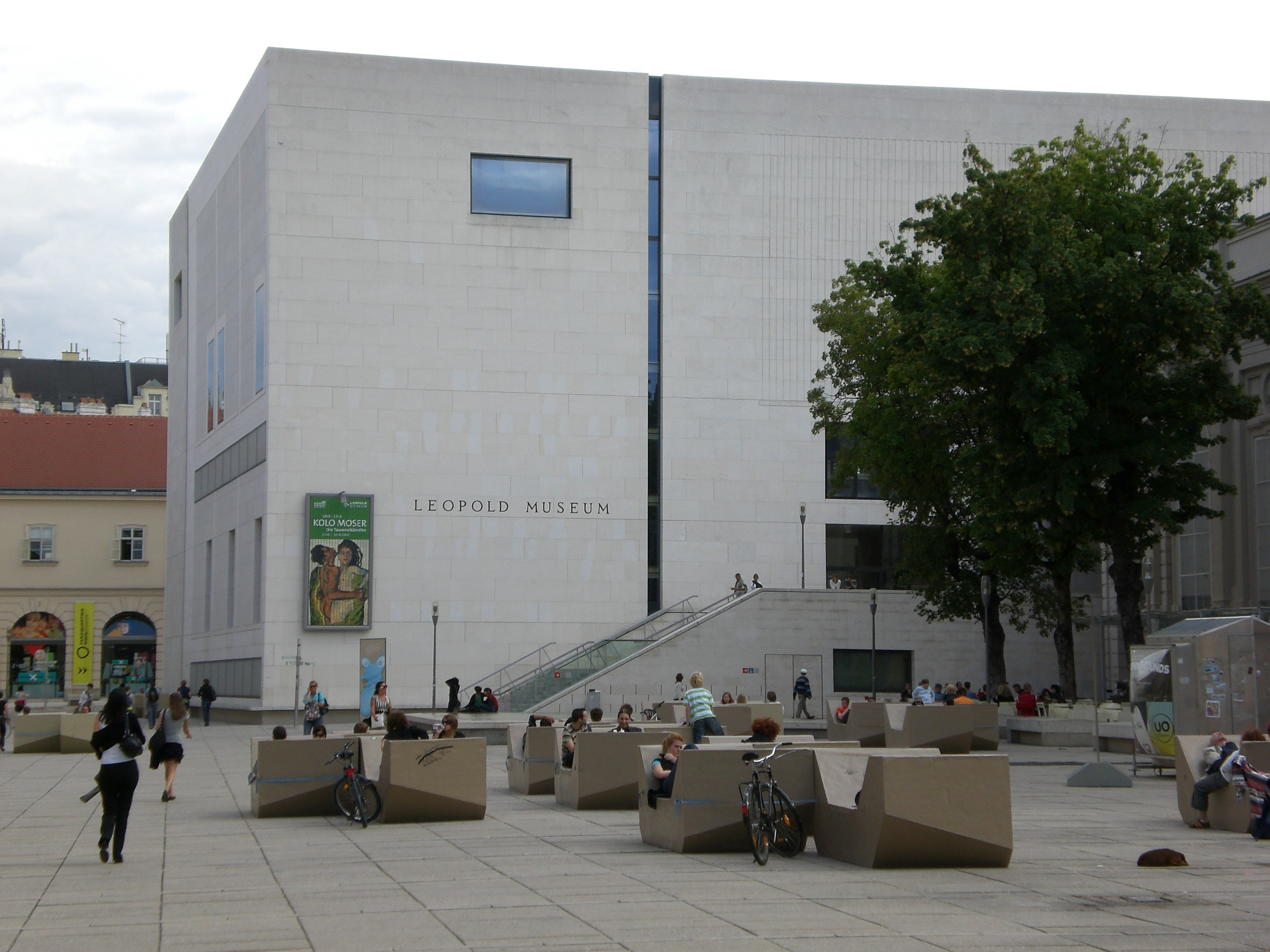
Leopold Museum
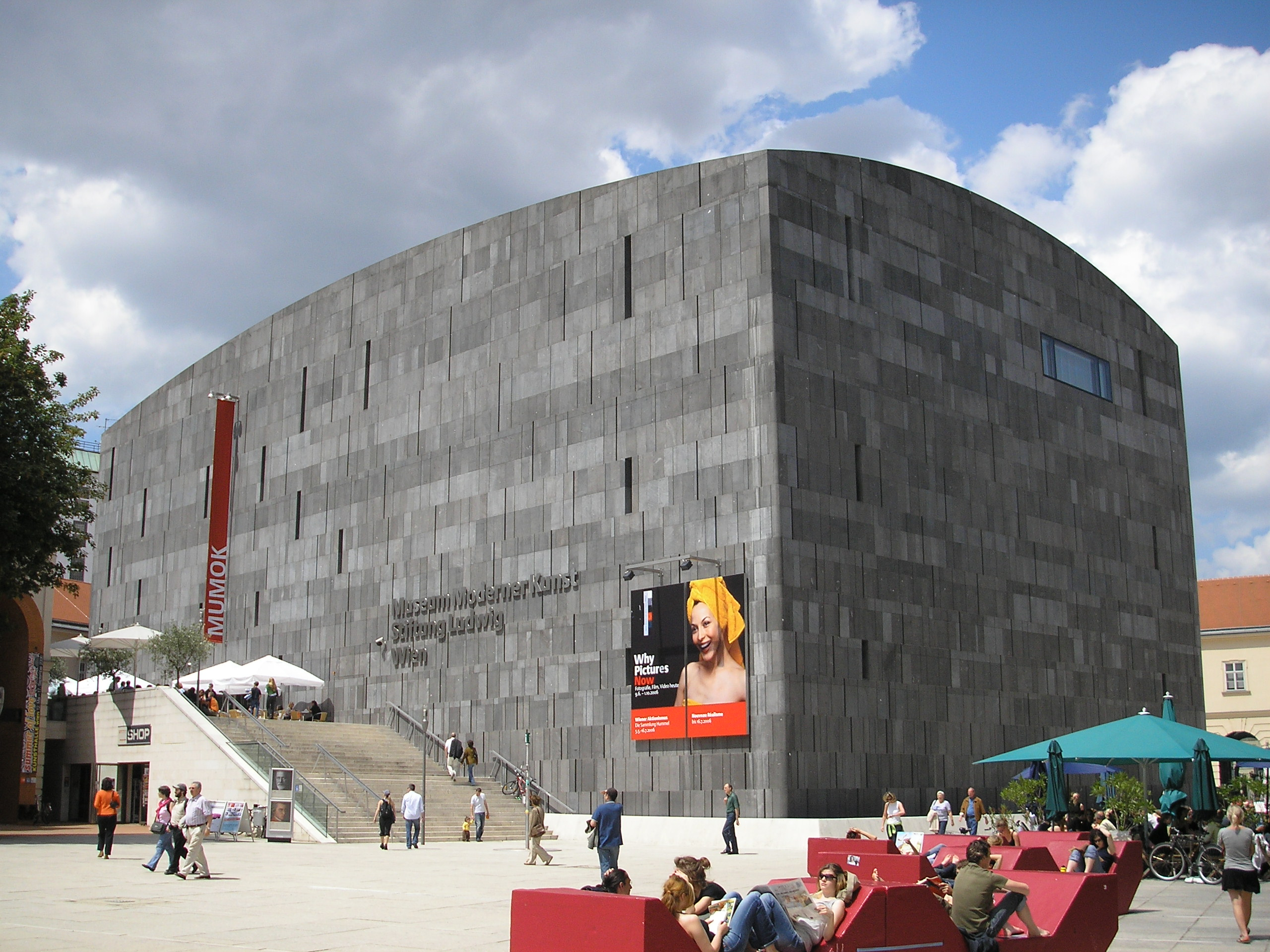
MUMOK, Museum Moderner Kunst Stiftung Ludwig Wien